# Vodafone 802SE
Vodafone 802SE（ボーダフォン802SE）は、ソニー・エリクソン・モバイルコミュニケーションズ（現：ソニーモバイルコミュニケーションズ）が開発し、ソフトバンクモバイル（当時はボーダフォン日本法人）が販売していた、W-CDMA通信方式のSoftBank 3Gサービスを利用可能な携帯電話端末。
折りたたみ筐体で、ほぼ完全に線対称のデザインになっている。ヒンジ部の回転式モバイルカメラが特徴的。日本国外ではSony Ericsson Z800またはV800(Vodafone専用)として販売されている。

## 特徴
ソニー・エリクソンが手がけた北欧風デザインである。CMなどでは北欧のデザイン（エリクソンタイプ）に日本の技術とうたっていた。欧州で開発されたエリクソン製端末の流れを汲む機種であり、日本で開発されたソニー製端末の流れを汲むNTTドコモ・au（KDDI・沖縄セルラー電話）向けの機種に見られる特徴（ジョグダイヤルなど）は見られないが、外部メモリはソニー系企業らしくメモリースティックDuoである（SDメモリーカードやminiSDカードには対応していない）。
カメラは1基しかついていないが、回転させて外側にも内側にも向けることができ、一般の撮影用としてもTVコールの自分撮り用としても使用可能。特に自分撮り用としては、一般的なツインカメラ機種のインカメラが11～30万画素程度であるのに比べ、より良好な画質が期待できる。
日本で発売されている携帯電話としては珍しく、日本語・英語以外の言語もサポートしている（他にはV302Tがポルトガル語に対応している）。また、同時期のソニー・エリクソンの日本向国内け端末としては珍しく、日本語入力ソフトウェアはPOBoxではなくT9を採用している。
SoftBank 3Gの絵文字自動変換には対応していないため、他社携帯電話との絵文字の交換をしたい場合は注意が必要である。
外部端子として底面にソニー・エリクソン海外端末独自のデータ端子と充電端子を備える。他社製端末（他のVodafone 3G端末を含む）の端子との互換性はない。またこれとは別にUSBミニB端子（独自形状）を備える。
付属品はACアダプタ（充電器）、電池、充電スタンドの他にステレオヘッドフォンとUSBケーブルがあり、標準セットのみで音楽再生やPC接続を利用可能。
海外でZ800として発売されているものにはMP3再生機能やE-mail機能があるが、802SEではこれらの機能は削除されている。
本機はソニー・エリクソンとしては最初で最後のボーダフォン向け端末でもある（海外のボーダフォン向けには供給を続けている）。また、2014年11月に発売されたSoftBank 401SO（Xperia Z3）までは、ソフトバンクモバイル(及びその前身となるボーダフォン・J-PHONE・デジタルホン/デジタルツーカーを含む)向けでは実質上唯一のソニー・エリクソン(及びその前身となるソニー)製端末であった。
なお、2011年11月7日以降に、ソフトバンクモバイルの音声ネットワーク最適化が予定されており、これにより本機種では通話品質の低下・一部機能制限が生じる可能性があるため、同年10月まで指定機種との無償交換が行われている。事情により応じることのできなかった顧客には、11月末まで延長して対応している。なお、同時に交換対象として発表された機種とは異なり、ACアダプタをソフトバンクモバイル向け他機種に流用できないという理由のため、当機種専用ACアダプタについても回収対象としている。

## 主な機能・サービス
| 主な対応サービス         | 主な対応サービス | 主な対応サービス     | 主な対応サービス |
| ------------------------ | ---------------- | -------------------- | ---------------- |
| S!一斉トーク             | S!ともだち状況   | Yahoo!mocoa          |                  |
| S!ループ                 | S!タウン         | S!速報ニュース       |                  |
| PCサイトブラウザ         | 電子コミック     | S!アプリ注※          |                  |
| 着うた                   | デコレメール     | S!電話帳バックアップ |                  |
| S!FeliCa                 |                  | S!GPSナビ            |                  |
| コンテンツおすすめメール | TVコール         | 世界対応ケータイ     |                  |
| ワンセグ                 | 3G ハイスピード  | S!おなじみ操作       |                  |

- メッセージング：SMS/MMS
- 内蔵ブラウザ：WAP 2.0/XHTML
- 外部インターフェイス：USBケーブル接続、Bluetooth、IrDA

IrDA/Bluetooth経由でアクセスインターネット（パケット通信/GPRS通信）接続可
- 対応言語：日本語・英語・スペイン語・ポルトガル語
- Java：Java ME MIDP 2.0, CLDC 1.0
- メガアプリ対応

※QVGAは対応していない

### Bluetooth対応プロファイル
- HFP（Hands-Free Profile） ハンズフリー
- HSP（Headset Profile） ヘッドセット
- OPP（Object Push Profile）
- SPP（Serial Port Profile）シリアルポート
- DUN（Dial-up Networking Profile）Gateway ダイヤルアップ接続
- SYNC（Synchronization Profile）
- GAP（Generic Access Profile）
- OBEX （Object Exchange）
- FTP（File Transfer Profile）
- BIP (Basic Imaging Profile)
- HID（Human Interface Device Profile）

## ギャラリー

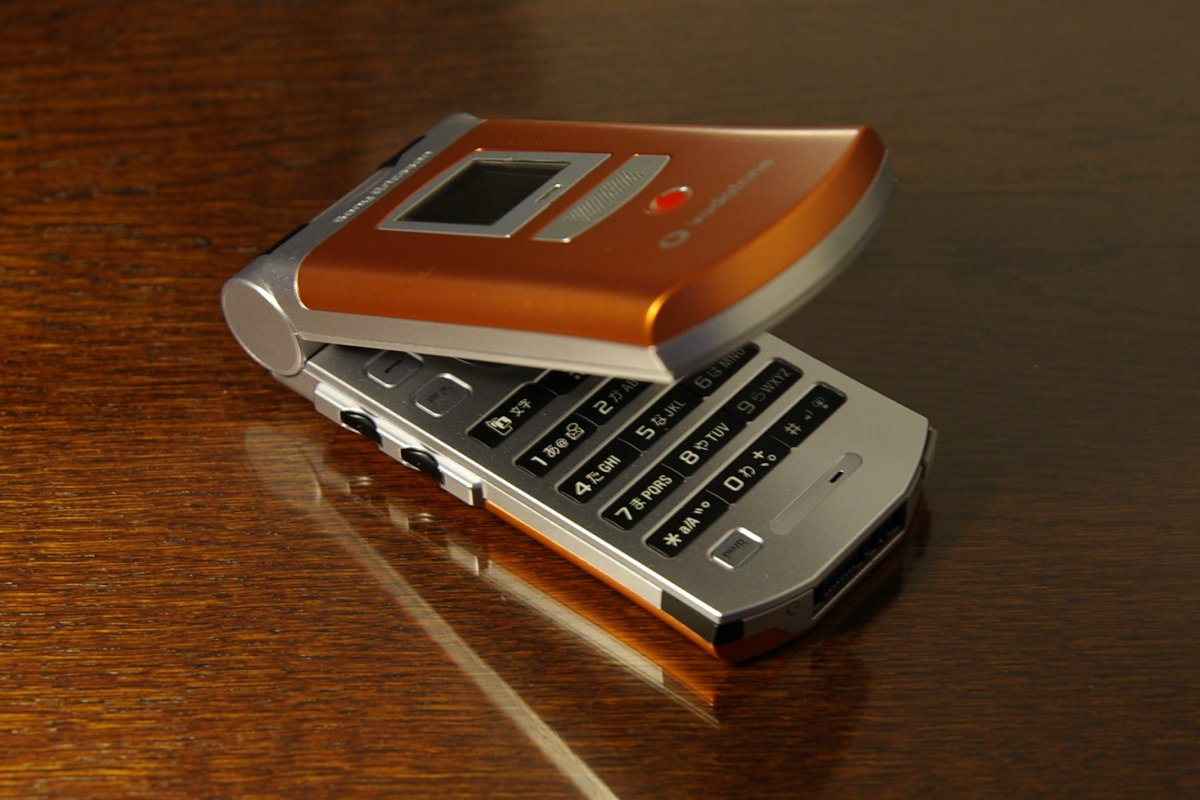
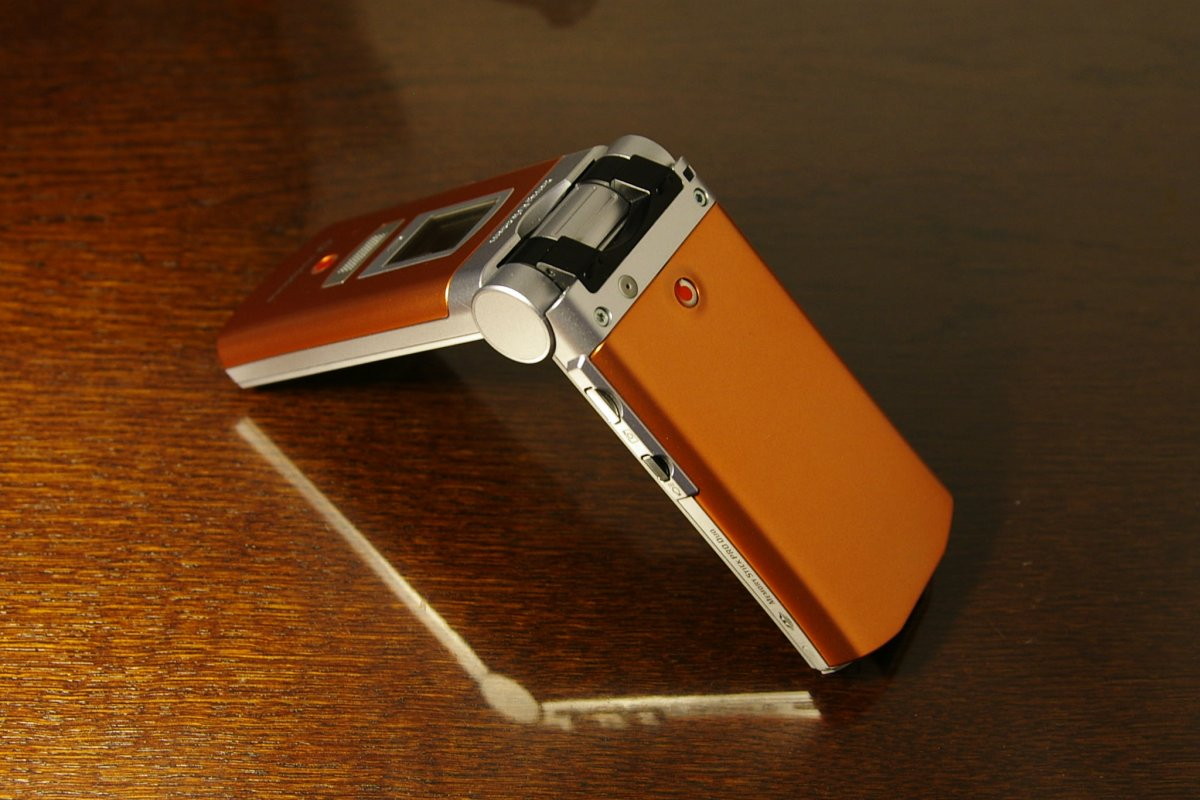
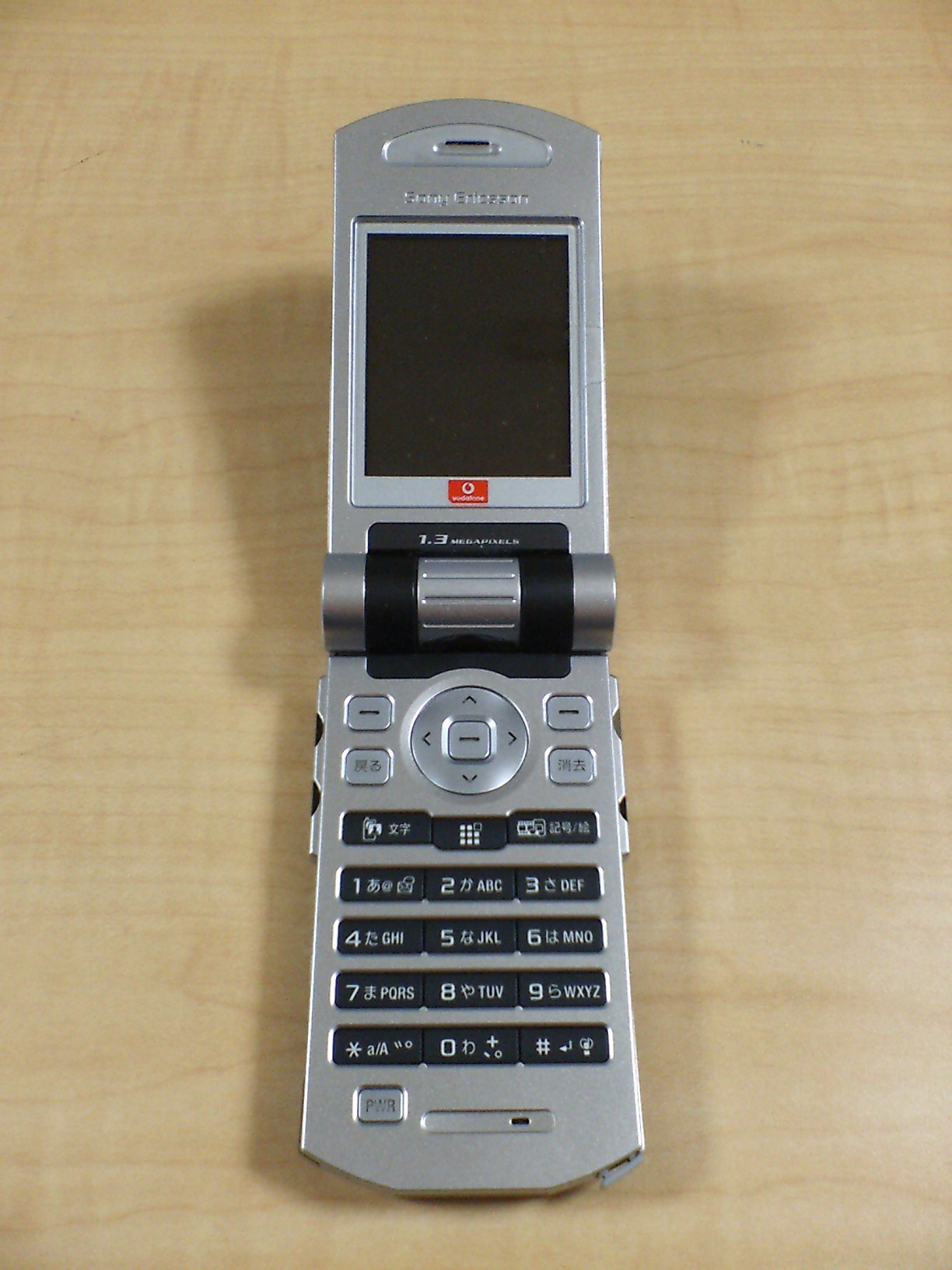

- デジタルカメラ機能の撮影サンプル

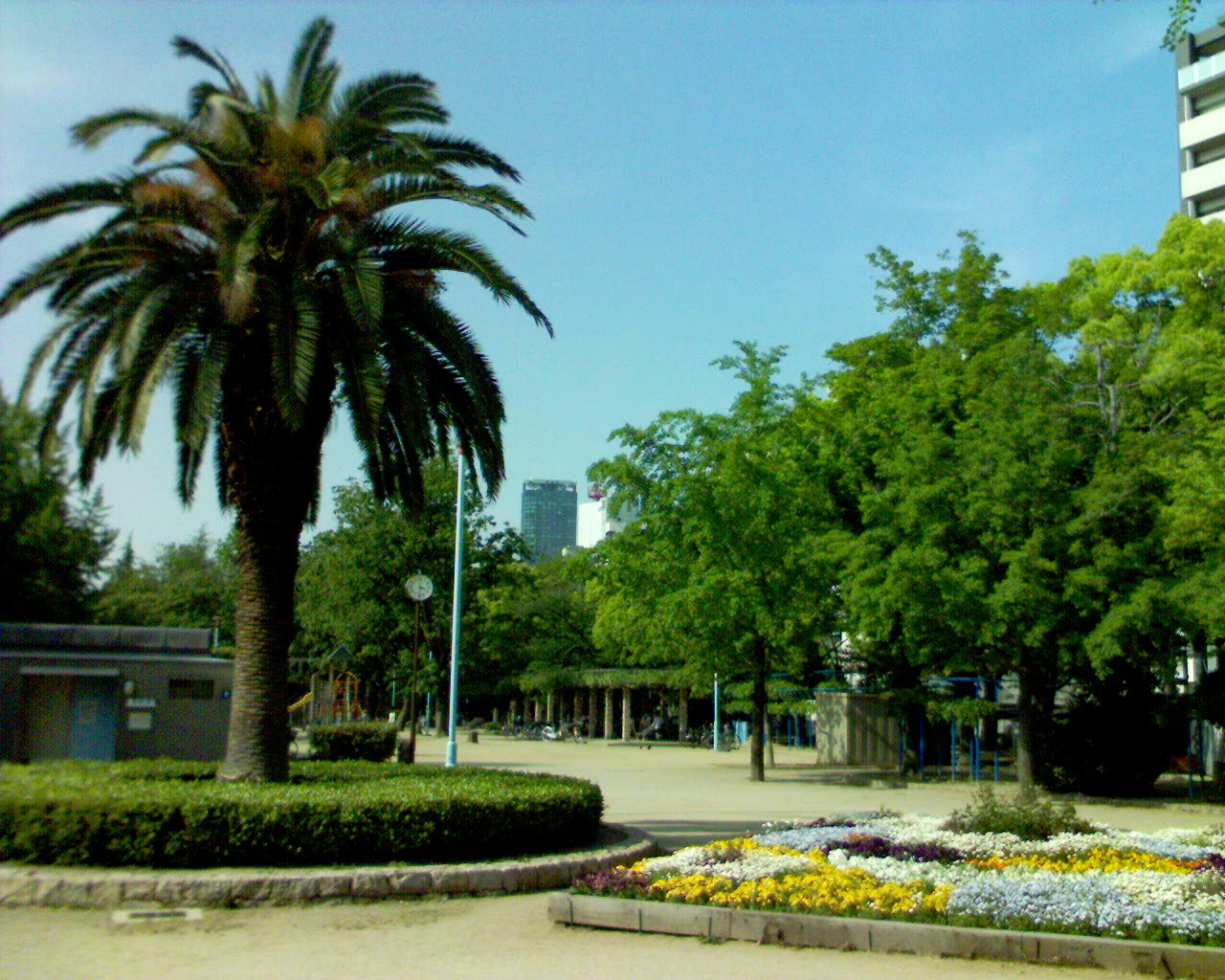
802SE
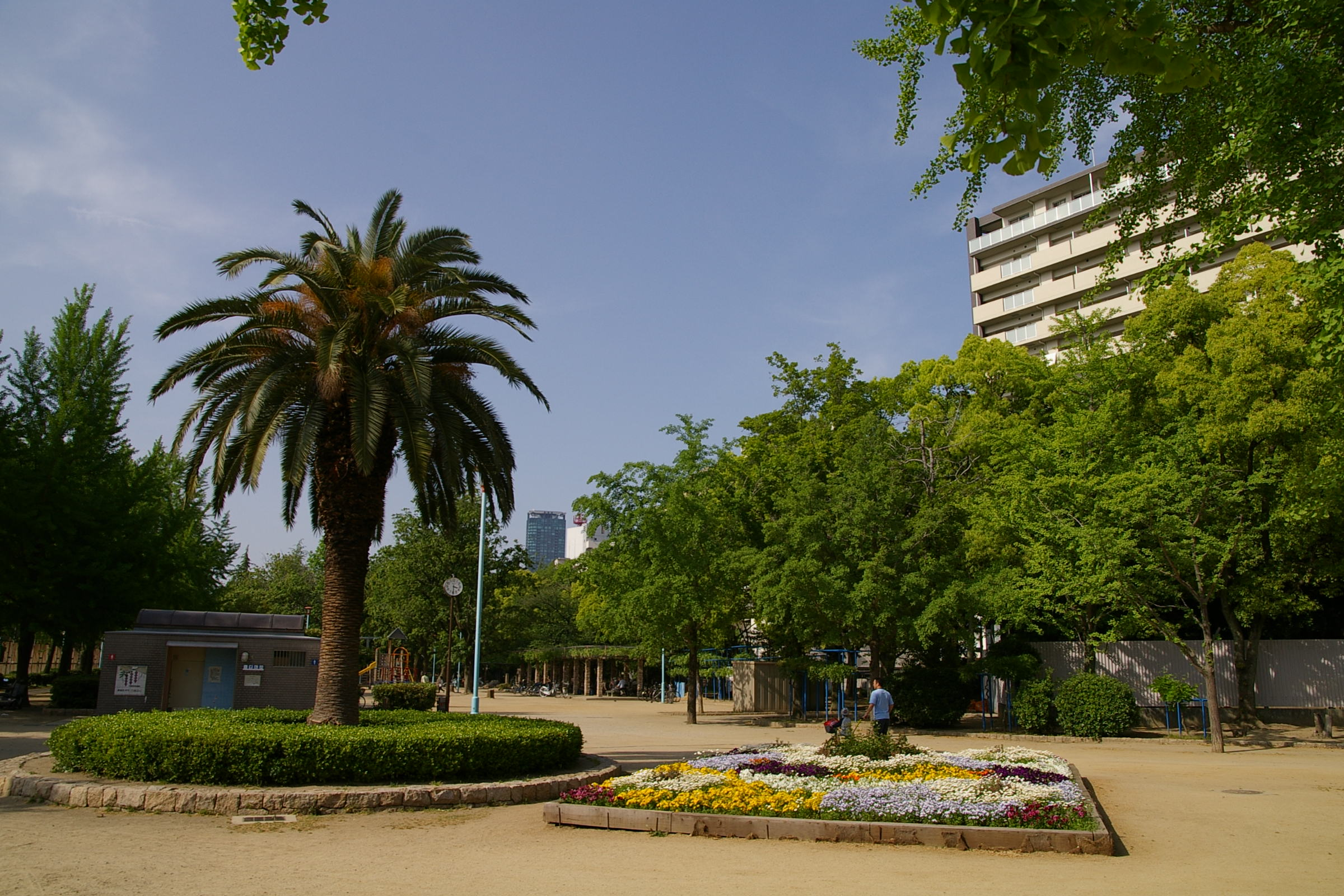
一眼レフ比較用
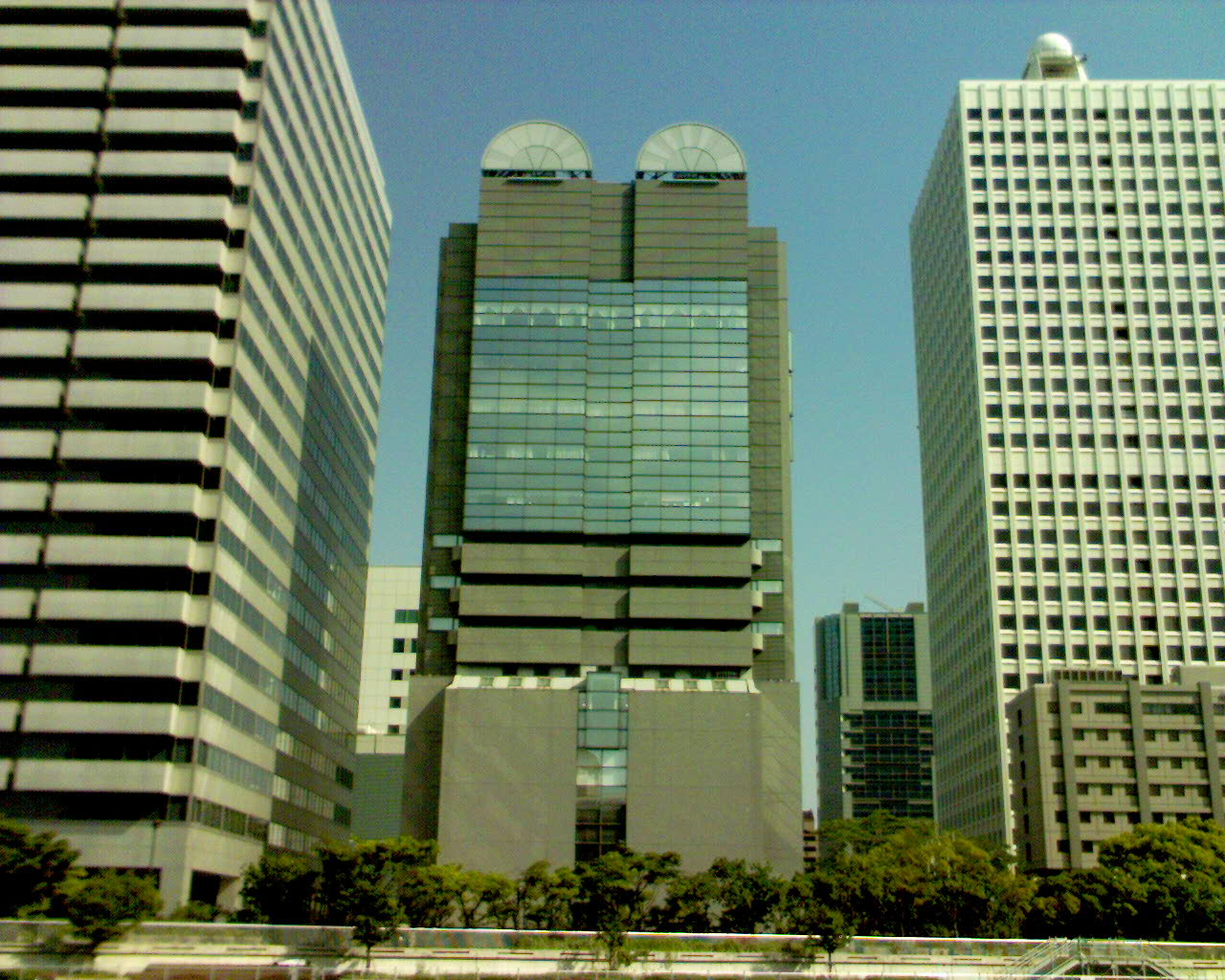
802SE
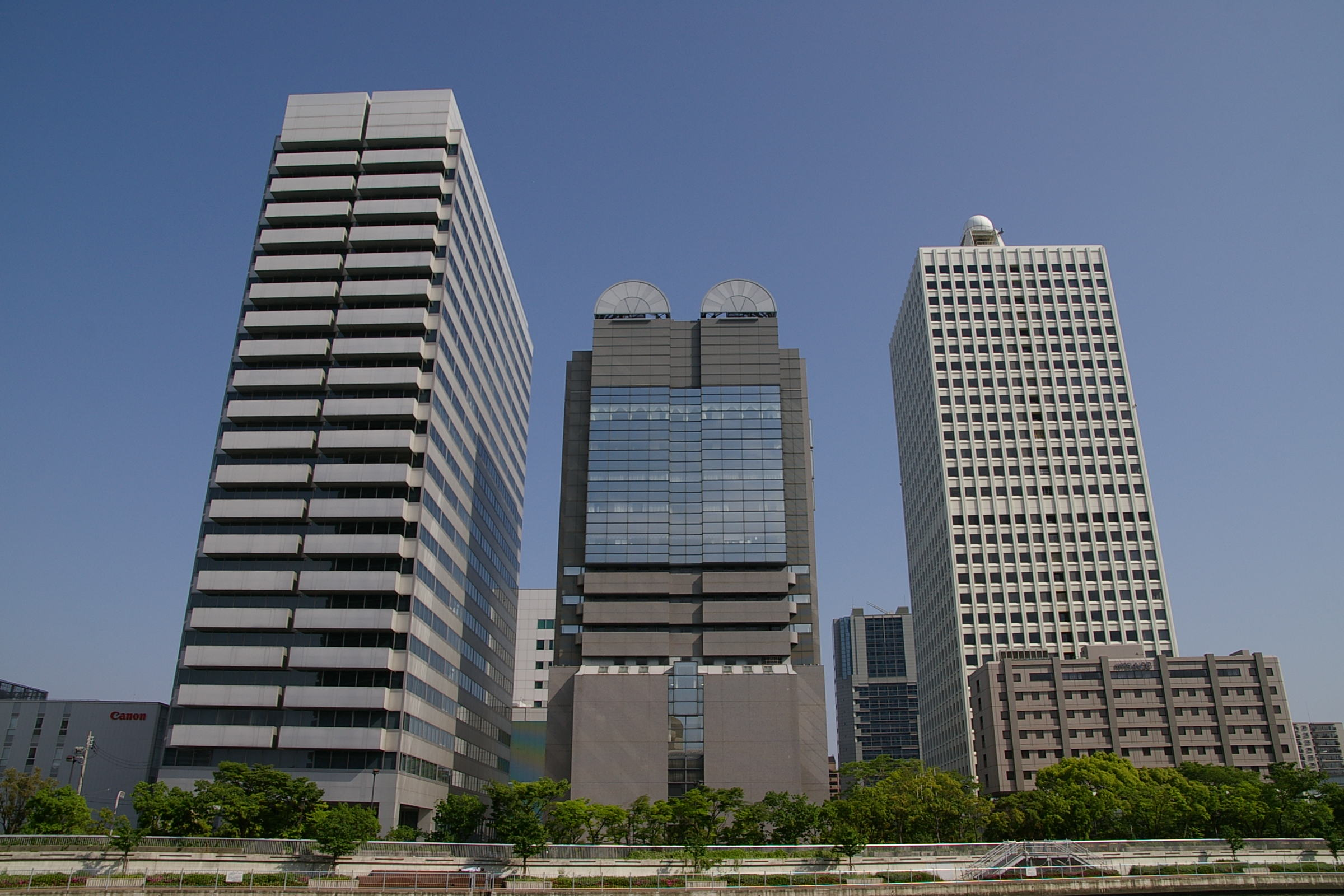
一眼レフ比較用